# 精組
在漢語音韻學中，精組是指齒頭音聲母：
- 精母
- 清母
- 從母
- 心母
- 邪母

## 相关古纽论断
上古汉语与精组相关的论断包括：
- 照二歸精
- 古音無邪紐